# Euroligue de basket-ball 2007-2008
Navigation
Édition précédente Édition suivante
L’Euroligue 2007-2008 est la 51e édition de l’Euroligue masculine, compétition qui rassemble les meilleurs clubs de basket-ball du continent européen.
L’édition 2007-2008 a mis aux prises 24 équipes. Lors du premier tour, ces vingt-quatre équipes étaient réparties en trois groupes de huit.
Le tirage au sort respecte un certain nombre de règles: les 24 équipes ont été séparées en 8 niveaux de 3 équipes, ces niveaux étant déterminé selon un grand nombre de critères, dont le plus important est le classement de la saison précédente. Parmi les autres critères, deux équipes d'un même pays ne peuvent figurer dans un même groupe, mis à part pour l'Italie et l'Espagne qui possèdent quatre représentants.
Le tirage au sort a eu lieu le 30 juin 2007 à Jesolo (Italie) en ouverture de la première édition de l'ULEB Summer League. Les cinq premiers de chaque groupe ainsi que le meilleur sixième se sont qualifiés pour le Top 16. Le final four a eu quant à lui lieu à Madrid (Espagne)

## Équipes participantes et groupes
| Groupe A CSKA Moscou Tau Vitoria Olympiakós Le Pirée Prokom Trefl Sopot Olimpija Ljubljana Žalgiris Kaunas Montepaschi Sienne VidiVici Bologne | Groupe B Unicaja Málaga Maccabi Tel-Aviv EP İstanbul Aris Salonique Cibona Zagreb Le Mans Sarthe Basket Lietuvos Rytas Armani Jeans Milano | Groupe C Panathinaïkos FC Barcelone Partizan Belgrade Lottomatica Rome Fenerbahçe Ülkerspor Real Madrid Brose Baskets Chorale Roanne Basket |

## Récit
L'Euroligue 2007-08 voit le retour de joueurs européens évoluant en NBA. Šarūnas Jasikevičius, qui n'a pas réussi à s'imposer et qui a finalement été laissé libre par les Golden State Warriors à l'issue de la saison, rejoint le tenant du titre grec du Panathinaïkos. Ce dernier club voit aussi le retour du grec Vasílios Spanoúlis. L'autre grand club grec, l'Olympiakos a également décidé de recruter en NBA, provoquant le retour de Jake Tsakalidis. Le club grec a recruté Marc Jackson, Lynn Greer et Qyntel Woods.
En sens inverse, Luis Scola rejoint enfin la ligue américaine pour rejoindre le club des Houston Rockets. Un autre membre important de la Liga ACB rejoint la NBA, le barcelonais Juan Carlos Navarro.
Le Panathinaïkos, en conservant la plupart de ses joueurs majeurs de la saison précédente et par son recrutement, est un prétendant légitime à sa succession. Son adversaire de la finale 2007, le CSKA Moscou, figure au même titre parmi les favoris.
Le Real Madrid, qui accueillera le Final Four 2008, Tau Vitoria, malgré le départ de Scola, Olympiakos, Montepaschi Sienne et Efes Pilsen Istanbul figurent également parmi les clubs les plus souvent cités pour rejoindre le Final Four de Madrid.

À l'issue du premier tour, les clubs de la Liga ACB espagnole et les clubs grecs se qualifient pour le Top 16. L'Italie ne qualifie que deux de ses quatre représentants. Les clubs français Roanne et Le Mans ne remportent respectivement que quatre et deux victoires.
Ce premier tour voit la confirmation, à titre individuel, de l'américain de Roanne Marc Salyers qui termine cette première phase en tête du classement des marqueurs. Le KK Partizan présente un nouveau jeune talent Nikola Peković. Celui-ci, après un 40 d'évaluation lors de la première journée, confirme ensuite, terminant ce premier tour à la deuxième dans cette catégorie statistique.
Le Top 16 apporte les premières surprises: le Panathinaïkos échoue lors de la dernière journée dans la salle du Partizan, laissant à son adversaire du soir une place en quart de finale. Dans ce groupe, Sienne est l'autre qualifié.
Dans le groupe E, Vitoria se qualifie facilement. le club basque est accompagné du club turc de Fenerbahce.
Le groupe F voit également un autre favori de la compétition se faire éliminer. Le Real est finalement devancé par le Maccabi, et l'Olympiakos qui termine sur quatre victoires après avoir perdu les deux premières rencontres.
Le dernier groupe voit Barcelone, grâce à sa victoire lors de la dernière journée face au CSKA Moscou, et ce dernier club rejoindre les quarts de finale.
Lors des quarts de finale, le club grec de l'Olympiakos surprend le CSKA Moscou lors du match aller à Moscou avant de perdre dans sa salle puis finalement la belle à Moscou.
Sienne, pour sa part, se qualifie en deux rencontres face au club turc de Fenerbahçe Ülkerspor.
Vitoria met fin aux espoirs du Partizan lors du match décisif, les deux premières rencontres étant remportées par le club évoluant à domicile.
Le Maccabi, un habitué du Final Four, remporte le dernier quart de finale en disposant du FC Barcelone lors du match décisif, match qui s'est déroulé dans sa salle.
Le Final Four se déroule à Madrid. La première rencontre oppose le « club nation » du Maccabi aux Italiens de Sienne. Ceux-ci prennent rapidement la direction du jeu et mènent de 12 points après le premier quart temps. Cet écart, qui est monté jusqu'à 18 points, est toujours identique à la mi-temps. Sous l'influence de son banc, le Maccabi comble son retard puis dépasse le club de Sienne pour l'emporter sur le score de 92 à 85. Cela lui permet d'atteindre la finale de l'Euroligue pour la quatrième fois en cinq saisons.
Dans la seconde demi-finale, la décision se dessine dans la dernière manche, le CSKA ne menant que d'un point, 57 à 56, à l'issue du troisième quart temps. le CSKA prend l'avantage et mène de 10 points avant que Vitoria se rapproche à quatre points à 30 secondes de la fin. Après un nouveau tir à trois points de Igor Rakočević, Vitoria revient à trois points avant que Ramūnas Šiškauskas ne tue le match à 6,5 secondes de la fin en marquant deux lancers francs .
Lors de la finale, les deux équipes se tiennent jusqu'au debut du troisième quart temps. le CSKA, sous l'influence Jon Robert Holden puis David Andersen prend jusqu'à 9 points d'avance avant de finir avec 6 points à la fin du quart temps sur un tir à trois points de l'Américain du Maccabi Will Bynum. Šiškauskas puis de Matjaz Smodis font monter l'écart à 14 points. Le CSKA gère alors le score et remporte le titre: 91 à 71.

## 1ertour

### Groupe A
| Rang | Équipe              | Pts | J  | V  | D  | Bp   | Bc   | Diff |
| ---- | ------------------- | --- | -- | -- | -- | ---- | ---- | ---- |
| 1    | CSKA Moscou         | 26  | 14 | 12 | 2  | 1123 | 942  | 181  |
| 2    | Montepaschi Sienne  | 24  | 14 | 10 | 4  | 1098 | 974  | 124  |
| 3    | TAU Vitoria         | 23  | 14 | 9  | 5  | 1170 | 1051 | 119  |
| 4    | Žalgiris Kaunas     | 22  | 14 | 8  | 6  | 1110 | 1126 | -16  |
| 5    | Olympiakós Le Pirée | 21  | 14 | 7  | 7  | 1185 | 1099 | 86   |
| 6    | Olimpija Ljubljana  | 18  | 14 | 4  | 10 | 1030 | 1147 | -117 |
| 7    | Prokom Trefl Sopot  | 18  | 14 | 4  | 10 | 973  | 1143 | -170 |
| 8    | VidiVici Bologne    | 16  | 14 | 2  | 12 | 1008 | 1215 | -207 |

| 22/10/2007 20h15 | Prokom Trefl Sopot  | 69  | 88 | CSKA Moscou         |
| 24/10/2007 20h30 | VidiVici Bologne    | 81  | 75 | Žalgiris Kaunas     |
| 24/10/2007 20h30 | Montepaschi Sienne  | 80  | 52 | Olimpija Ljubljana  |
| 25/10/2007 20h30 | Olympiakós Le Pirée | 95  | 90 | TAU Vitoria         |
| 31/10/2007 18h15 | CSKA Moscou         | 74  | 70 | Montepaschi Sienne  |
| 31/10/2007 19h15 | Žalgiris Kaunas     | 82  | 72 | Prokom Trefl Sopot  |
| 01/11/2007 20h30 | TAU Vitoria         | 98  | 71 | VidiVici Bologne    |
| 01/11/2007 20h45 | Olimpija Ljubljana  | 87  | 78 | Olympiakós Le Pirée |
| 07/11/2007 20h30 | Montepaschi Sienne  | 89  | 64 | Žalgiris Kaunas     |
| 07/11/2007 20h45 | Olimpija Ljubljana  | 74  | 72 | CSKA Moscou         |
| 08/11/2007 19h45 | Prokom Trefl Sopot  | 66  | 82 | TAU Vitoria         |
| 08/11/2007 20h30 | Olympiakós Le Pirée | 104 | 76 | VidiVici Bologne    |
| 14/11/2007 18h15 | CSKA Moscou         | 88  | 79 | Olympiakós Le Pirée |
| 14/11/2007 20h30 | VidiVici Bologne    | 75  | 87 | Prokom Trefl Sopot  |
| 15/11/2007 19h15 | Žalgiris Kaunas     | 91  | 72 | Olimpija Ljubljana  |
| 15/11/2007 20h30 | TAU Vitoria         | 76  | 61 | Montepaschi Sienne  |
| 21/11/2007 18h15 | CSKA Moscou         | 78  | 70 | Žalgiris Kaunas     |
| 21/11/2007 19h45 | Olympiakós Le Pirée | 109 | 65 | Prokom Trefl Sopot  |
| 21/11/2007 20h30 | Montepaschi Sienne  | 80  | 69 | VidiVici Bologne    |
| 21/11/2007 20h45 | Olimpija Ljubljana  | 78  | 92 | TAU Vitoria         |
| 28/11/2007 20h45 | Prokom Trefl Sopot  | 59  | 84 | Montepaschi Sienne  |
| 29/11/2007 19h45 | Olympiakós Le Pirée | 90  | 74 | Žalgiris Kaunas     |
| 29/11/2007 20h00 | TAU Vitoria         | 76  | 85 | CSKA Moscou         |
| 29/11/2007 20h30 | VidiVici Bologne    | 101 | 91 | Olimpija Ljubljana  |
| 05/12/2007 18h15 | CSKA Moscou         | 79  | 53 | VidiVici Bologne    |
| 05/12/2007 20h30 | Montepaschi Sienne  | 86  | 84 | Olympiakós Le Pirée |
| 06/12/2007 19h15 | Žalgiris Kaunas     | 95  | 92 | TAU Vitoria         |
| 06/12/2007 20h45 | Olimpija Ljubljana  | 68  | 49 | Prokom Trefl Sopot  |
| 12/12/2007 20h15 | CSKA Moscou         | 99  | 67 | Prokom Trefl Sopot  |
| 12/12/2007 20h30 | TAU Vitoria         | 75  | 64 | Olympiakós Le Pirée |
| 13/12/2007 19h15 | Žalgiris Kaunas     | 102 | 82 | VidiVici Bologne    |
| 13/12/2007 20h45 | Olimpija Ljubljana  | 80  | 86 | Montepaschi Sienne  |
| 19/12/2007 19h45 | Olympiakós Le Pirée | 113 | 80 | Olimpija Ljubljana  |
| 19/12/2007 19h45 | Prokom Trefl Sopot  | 80  | 85 | Žalgiris Kaunas     |
| 19/12/2007 20h30 | Montepaschi Sienne  | 66  | 69 | CSKA Moscou         |
| 20/12/2007 20h30 | VidiVici Bologne    | 69  | 85 | TAU Vitoria         |
| 02/01/2008 18h15 | CSKA Moscou         | 74  | 57 | Olimpija Ljubljana  |
| 03/01/2008 20h00 | Žalgiris Kaunas     | 75  | 69 | Montepaschi Sienne  |
| 03/01/2008 20h30 | VidiVici Bologne    | 80  | 91 | Olympiakós Le Pirée |
| 03/01/2008 20h30 | TAU Vitoria         | 98  | 74 | Prokom Trefl Sopot  |
| 09/01/2008 20h30 | Montepaschi Sienne  | 83  | 71 | TAU Vitoria         |
| 10/01/2008 19h45 | Prokom Trefl Sopot  | 79  | 59 | VidiVici Bologne    |
| 10/01/2008 20h30 | Olympiakós Le Pirée | 71  | 67 | CSKA Moscou         |
| 10/01/2008 20h45 | Olimpija Ljubljana  | 74  | 83 | Žalgiris Kaunas     |
| 17/01/2008 19h15 | Žalgiris Kaunas     | 60  | 88 | CSKA Moscou         |
| 17/01/2008 19h45 | Prokom Trefl Sopot  | 63  | 59 | Olympiakós Le Pirée |
| 17/01/2008 20h30 | VidiVici Bologne    | 64  | 77 | Montepaschi Sienne  |
| 17/01/2008 20h30 | TAU Vitoria         | 89  | 74 | Olimpija Ljubljana  |
| 23/01/2008 20h00 | CSKA Moscou         | 70  | 62 | TAU Vitoria         |
| 23/01/2008 20h00 | Montepaschi Sienne  | 87  | 64 | Prokom Trefl Sopot  |
| 24/01/2008 19h00 | Žalgiris Kaunas     | 89  | 75 | Olympiakós Le Pirée |
| 24/01/2008 20h45 | Olimpija Ljubljana  | 75  | 60 | VidiVici Bologne    |
| 30/01/2008 20h30 | Olympiakós Le Pirée | 73  | 80 | Montepaschi Sienne  |
| 30/01/2008 20h30 | Prokom Trefl Sopot  | 79  | 68 | Olimpija Ljubljana  |
| 30/01/2008 20h30 | VidiVici Bologne    | 68  | 92 | CSKA Moscou         |
| 30/01/2008 20h30 | TAU Vitoria         | 84  | 66 | Žalgiris Kaunas     |

### Groupe B
| Rang | Équipe                | Pts | J  | V  | D  | Bp   | Bc   | Diff |
| ---- | --------------------- | --- | -- | -- | -- | ---- | ---- | ---- |
| 1    | Lietuvos Rytas        | 25  | 14 | 11 | 3  | 1127 | 999  | 128  |
| 2    | Maccabi Tel-Aviv      | 25  | 14 | 11 | 3  | 1162 | 1108 | 54   |
| 3    | Unicaja Málaga        | 24  | 14 | 10 | 4  | 1124 | 1007 | 117  |
| 4    | EP İstanbul           | 22  | 14 | 8  | 6  | 1006 | 1080 | 26   |
| 5    | Aris Salonique        | 21  | 14 | 7  | 7  | 1054 | 1072 | -18  |
| 6    | Cibona Zagreb         | 18  | 14 | 4  | 10 | 1080 | 1188 | -108 |
| 7    | Armani Jeans Milano   | 17  | 14 | 3  | 11 | 1015 | 1107 | -92  |
| 8    | Le Mans Sarthe Basket | 16  | 14 | 2  | 12 | 1035 | 1142 | -107 |

| 24/10/2007 18h15 | Cibona Zagreb         | 93  | 85  | EP İstanbul           |
| 24/10/2007 19h45 | Aris Salonique        | 87  | 83  | Unicaja Málaga        |
| 25/10/2007 20h30 | Armani Jeans Milano   | 76  | 83  | Lietuvos Rytas        |
| 25/10/2007 20h45 | Maccabi Tel-Aviv      | 74  | 71  | Le Mans Sarthe Basket |
| 31/10/2007 19h15 | EP İstanbul           | 80  | 70  | Armani Jeans Milano   |
| 31/10/2007 20h45 | Unicaja Málaga        | 102 | 64  | Cibona Zagreb         |
| 01/11/2007 19h15 | Lietuvos Rytas        | 92  | 74  | Maccabi Tel-Aviv      |
| 01/11/2007 20h30 | Le Mans Sarthe Basket | 66  | 69  | Aris Salonique        |
| 07/11/2007 19h45 | Aris Salonique        | 77  | 73  | Cibona Zagreb         |
| 07/11/2007 20h30 | Le Mans Sarthe Basket | 77  | 83  | Lietuvos Rytas        |
| 08/11/2007 19h45 | Maccabi Tel-Aviv      | 73  | 67  | EP İstanbul           |
| 08/11/2007 20h00 | Armani Jeans Milano   | 65  | 74  | Unicaja Málaga        |
| 14/11/2007 18h15 | Cibona Zagreb         | 100 | 91  | Armani Jeans Milano   |
| 14/11/2007 19h45 | Lietuvos Rytas        | 77  | 70  | Aris Salonique        |
| 15/11/2007 19h15 | EP İstanbul           | 66  | 63  | Le Mans Sarthe Basket |
| 15/11/2007 20h00 | Unicaja Málaga        | 93  | 70  | Maccabi Tel-Aviv      |
| 21/11/2007 19h45 | Lietuvos Rytas        | 70  | 77  | EP İstanbul           |
| 22/11/2007 18h45 | Maccabi Tel-Aviv      | 80  | 74  | Cibona Zagreb         |
| 22/11/2007 20h30 | Aris Salonique        | 70  | 77  | Armani Jeans Milano   |
| 22/11/2007 20h45 | Le Mans Sarthe Basket | 74  | 83  | Unicaja Málaga        |
| 28/11/2007 18h15 | Cibona Zagreb         | 91  | 71  | Le Mans Sarthe Basket |
| 28/11/2007 19h45 | Aris Salonique        | 67  | 64  | EP İstanbul           |
| 28/11/2007 20h45 | Unicaja Málaga        | 71  | 69  | Lietuvos Rytas        |
| 29/11/2007 20h30 | Armani Jeans Milano   | 81  | 82  | Maccabi Tel-Aviv      |
| 05/12/2007 19h15 | EP İstanbul           | 91  | 75  | Unicaja Málaga        |
| 05/12/2007 19h15 | Lietuvos Rytas        | 93  | 59  | Cibona Zagreb         |
| 06/12/2007 19h45 | Maccabi Tel-Aviv      | 85  | 70  | Aris Salonique        |
| 06/12/2007 20h30 | Le Mans Sarthe Basket | 63  | 71  | Armani Jeans Milano   |
| 12/12/2007 19h15 | EP İstanbul           | 100 | 74  | Cibona Zagreb         |
| 12/12/2007 19h15 | Lietuvos Rytas        | 75  | 62  | Armani Jeans Milano   |
| 12/12/2007 20h45 | Unicaja Málaga        | 73  | 52  | Aris Salonique        |
| 13/12/2007 20h30 | Le Mans Sarthe Basket | 91  | 99  | Maccabi Tel-Aviv      |
| 19/12/2007 20h30 | Armani Jeans Milano   | 73  | 76  | EP İstanbul           |
| 20/12/2007 18h15 | Cibona Zagreb         | 62  | 76  | Unicaja Málaga        |
| 20/12/2007 20h00 | Maccabi Tel-Aviv      | 82  | 87  | Lietuvos Rytas        |
| 20/12/2007 20h30 | Aris Salonique        | 93  | 74  | Le Mans Sarthe Basket |
| 02/01/2008 20h45 | Unicaja Málaga        | 89  | 70  | Armani Jeans Milano   |
| 03/01/2008 17h45 | Lietuvos Rytas        | 85  | 50  | Le Mans Sarthe Basket |
| 03/01/2008 18h15 | Cibona Zagreb         | 76  | 83  | Aris Salonique        |
| 03/01/2008 19h15 | EP İstanbul           | 68  | 83  | Maccabi Tel-Aviv      |
| 09/01/2008 19h45 | Aris Salonique        | 69  | 72  | Lietuvos Rytas        |
| 09/01/2008 20h30 | Armani Jeans Milano   | 63  | 72  | Cibona Zagreb         |
| 10/01/2008 19h45 | Maccabi Tel-Aviv      | 87  | 68  | Unicaja Málaga        |
| 10/01/2008 20h30 | Le Mans Sarthe Basket | 84  | 91  | a.p. EP İstanbul      |
| 16/01/2008 20h00 | Armani Jeans Milano   | 77  | 69  | Aris Salonique        |
| 16/01/2008 20h00 | Unicaja Málaga        | 87  | 68  | Le Mans Sarthe Basket |
| 16/01/2008 20h00 | EP İstanbul           | 90  | 84  | Lietuvos Rytas        |
| 17/01/2008 19h15 | Cibona Zagreb         | 76  | 81  | Maccabi Tel-Aviv      |
| 23/01/2008 20h00 | EP İstanbul           | 74  | 84  | Aris Salonique        |
| 23/01/2008 20h00 | Lietuvos Rytas        | 71  | 63  | Unicaja Málaga        |
| 23/01/2008 20h00 | Le Mans Sarthe Basket | 100 | 87  | Cibona Zagreb         |
| 24/01/2008 20h30 | Maccabi Tel-Aviv      | 91  | 76  | Armani Jeans Milano   |
| 31/01/2008 20h30 | Aris Salonique        | 94  | 101 | a.p. Maccabi Tel-Aviv |
| 31/01/2008 20h30 | Armani Jeans Milano   | 63  | 83  | Le Mans Sarthe Basket |
| 31/01/2008 20h30 | Cibona Zagreb         | 79  | 86  | Lietuvos Rytas        |
| 31/01/2008 20h30 | Unicaja Málaga        | 87  | 77  | EP İstanbul           |

### Groupe C
| Rang | Équipe                | Pts | J  | V  | D  | Bp   | Bc   | Diff |
| ---- | --------------------- | --- | -- | -- | -- | ---- | ---- | ---- |
| 1    | Panathinaïkos         | 26  | 14 | 12 | 2  | 1159 | 1037 | 122  |
| 2    | Real Madrid           | 25  | 14 | 11 | 3  | 1137 | 1015 | 122  |
| 3    | FC Barcelone          | 23  | 14 | 9  | 5  | 1082 | 991  | 91   |
| 4    | Fenerbahçe Ülkerspor  | 20  | 14 | 6  | 8  | 1087 | 1113 | -26  |
| 5    | Partizan Belgrade     | 20  | 14 | 6  | 8  | 1100 | 1103 | -3   |
| 6    | Lottomatica Rome      | 20  | 14 | 6  | 8  | 1071 | 1096 | -25  |
| 7    | Chorale Roanne Basket | 18  | 14 | 4  | 10 | 1104 | 1224 | -120 |
| 8    | Brose Baskets         | 16  | 14 | 2  | 12 | 879  | 1040 | -161 |

| 24/10/2007 19h45 | Panathinaïkos         | 86  | 83  | Lottomatica Rome       |
| 24/10/2007 20h45 | Partizan Belgrade     | 81  | 78  | FC Barcelone           |
| 25/10/2007 19h15 | Fenerbahçe Ülkerspor  | 72  | 80  | Real Madrid            |
| 25/10/2007 20h45 | Brose Baskets         | 61  | 64  | Chorale Roanne Basket  |
| 31/10/2007 19h45 | Panathinaïkos         | 66  | 61  | Brose Baskets          |
| 31/10/2007 20h30 | Chorale Roanne Basket | 87  | 88  | Partizan Belgrade      |
| 01/11/2007 20h00 | Real Madrid           | 89  | 83  | Lottomatica Rome       |
| 01/11/2007 20h45 | FC Barcelone          | 82  | 67  | Fenerbahçe Ülkerspor   |
| 06/11/2007 19h15 | Fenerbahçe Ülkerspor  | 85  | 66  | Lottomatica Rome       |
| 07/11/2007 20h45 | Partizan Belgrade     | 90  | 94  | Panathinaïkos          |
| 07/11/2007 20h45 | Brose Baskets         | 49  | 59  | Real Madrid            |
| 08/11/2007 20h45 | FC Barcelone          | 82  | 76  | Chorale Roanne Basket  |
| 14/11/2007 20h30 | Chorale Roanne Basket | 90  | 97  | Fenerbahçe Ülkerspor   |
| 14/11/2007 20h45 | Real Madrid           | 75  | 64  | Partizan Belgrade      |
| 15/11/2007 20h30 | Panathinaïkos         | 76  | 66  | FC Barcelone           |
| 15/11/2007 20h30 | Lottomatica Rome      | 81  | 57  | Brose Baskets          |
| 21/11/2007 20h30 | Chorale Roanne Basket | 83  | 123 | Panathinaïkos          |
| 21/11/2007 20h45 | Partizan Belgrade     | 91  | 86  | Lottomatica Rome       |
| 22/11/2007 19h15 | Fenerbahçe Ülkerspor  | 79  | 77  | Brose Baskets          |
| 22/11/2007 20h00 | FC Barcelone          | 73  | 62  | Real Madrid            |
| 28/11/2007 20h30 | Lottomatica Rome      | 65  | 74  | FC Barcelone           |
| 28/11/2007 20h45 | Brose Baskets         | 78  | 62  | Partizan Belgrade      |
| 29/11/2007 19h15 | Fenerbahçe Ülkerspor  | 64  | 83  | Panathinaïkos          |
| 29/11/2007 20h45 | Real Madrid           | 104 | 73  | Chorale Roanne Basket  |
| 05/12/2007 20h30 | Chorale Roanne Basket | 104 | 85  | Lottomatica Rome       |
| 05/12/2007 20h45 | FC Barcelone          | 80  | 58  | Brose Baskets          |
| 06/12/2007 20h30 | Panathinaïkos         | 92  | 85  | Real Madrid            |
| 06/12/2007 20h45 | Partizan Belgrade     | 72  | 76  | Fenerbahçe Ülkerspor   |
| 12/12/2007 20h30 | Chorale Roanne Basket | 84  | 81  | Brose Baskets          |
| 13/12/2007 20h30 | Panathinaïkos         | 67  | 85  | Lottomatica Rome       |
| 13/12/2007 20h45 | Real Madrid           | 87  | 79  | Fenerbahçe Ülkerspor   |
| 13/12/2007 20h45 | FC Barcelone          | 95  | 69  | Partizan Belgrade      |
| 19/12/2007 20h45 | Partizan Belgrade     | 82  | 76  | Chorale Roanne Basket  |
| 19/12/2007 20h45 | Brose Baskets         | 58  | 72  | Panathinaïkos          |
| 20/12/2007 19h15 | Fenerbahçe Ülkerspor  | 78  | 85  | FC Barcelone           |
| 20/12/2007 20h30 | Lottomatica Rome      | 69  | 64  | Real Madrid            |
| 02/01/2008 19h45 | Panathinaïkos         | 67  | 66  | Partizan Belgrade      |
| 02/01/2008 20h30 | Chorale Roanne Basket | 79  | 89  | FC Barcelone           |
| 03/01/2008 20h30 | Lottomatica Rome      | 63  | 84  | Fenerbahçe Ülkerspor   |
| 03/01/2008 20h45 | Real Madrid           | 93  | 57  | Brose Baskets          |
| 09/01/2008 19h45 | Fenerbahçe Ülkerspor  | 81  | 68  | Chorale Roanne Basket  |
| 09/01/2008 20h00 | Brose Baskets         | 59  | 73  | Lottomatica Rome       |
| 10/01/2008 20h45 | FC Barcelone          | 55  | 56  | Panathinaïkos          |
| 10/01/2008 20h45 | Partizan Belgrade     | 72  | 80  | Real Madrid            |
| 16/01/2008 20h00 | Lottomatica Rome      | 88  | 87  | a.p. Partizan Belgrade |
| 17/01/2008 19h45 | Panathinaïkos         | 102 | 78  | Chorale Roanne Basket  |
| 17/01/2008 20h00 | Real Madrid           | 82  | 79  | FC Barcelone           |
| 17/01/2008 20h45 | Brose Baskets         | 81  | 73  | Fenerbahçe Ülkerspor   |
| 23/01/2008 20h00 | FC Barcelone          | 75  | 77  | Lottomatica Rome       |
| 24/01/2008 20h00 | Panathinaïkos         | 88  | 68  | Fenerbahçe Ülkerspor   |
| 24/01/2008 20h30 | Chorale Roanne Basket | 68  | 82  | Real Madrid            |
| 24/01/2008 20h45 | Partizan Belgrade     | 85  | 37  | Brose Baskets          |
| 31/01/2008 20h00 | Fenerbahçe Ülkerspor  | 86  | 91  | Partizan Belgrade      |
| 31/01/2008 20h00 | Brose Baskets         | 65  | 69  | FC Barcelone           |
| 31/01/2008 20h00 | Lottomatica Rome      | 67  | 74  | Chorale Roanne Basket  |
| 31/01/2008 20h00 | Real Madrid           | 95  | 87  | Panathinaïkos          |

## Top 16

### Groupe D
| Rang | Équipe               | Pts | J | V | D | Bp  | Bc  | Diff |
| ---- | -------------------- | --- | - | - | - | --- | --- | ---- |
| 1    | Montepaschi Sienne   | 10  | 6 | 4 | 2 | 465 | 427 | 38   |
| 2    | Partizan Belgrade    | 10  | 6 | 4 | 2 | 440 | 430 | 10   |
| 3    | Panathinaïkos        | 9   | 6 | 3 | 6 | 430 | 446 | -16  |
| 4    | Efes Pilsen Istanbul | 7   | 6 | 1 | 5 | 426 | 458 | -32  |

| 14/02/2008       | Montepaschi Sienne   | 71 | 54 | Partizan Belgrade    |
| 13/02/2008       | Efes Pilsen Istanbul | 74 | 64 | Panathinaïkos        |
| 20/02/2008 19:15 | Efes Pilsen Istanbul | 76 | 79 | Montepaschi Sienne   |
| 20/02/2008 19:45 | Panathinaïkos        | 67 | 65 | Partizan Belgrade    |
| 27/02/2008 20:45 | Montepaschi Sienne   | 84 | 75 | Panathinaïkos        |
| 28/02/2008 20:45 | Partizan Belgrade    | 78 | 65 | Efes Pilsen Istanbul |
| 05/03/2008 18:45 | Partizan Belgrade    | 78 | 75 | Montepaschi Sienne   |
| 06/03/2008 20:45 | Panathinaïkos        | 74 | 65 | Efes Pilsen Istanbul |
| 13/03/2008 19:45 | Efes Pilsen Istanbul | 79 | 83 | Partizan Belgrade    |
| 13/03/2008 20:45 | Panathinaïkos        | 77 | 75 | Montepaschi Sienne   |
| 19/03/2008 20:45 | Montepaschi Sienne   | 80 | 67 | Efes Pilsen Istanbul |
| 19/03/2008 20:45 | Partizan Belgrade    | 82 | 73 | Panathinaïkos        |

### Groupe E
| Rang | Équipe               | Pts | J | V | D | Bp  | Bc  | Diff |
| ---- | -------------------- | --- | - | - | - | --- | --- | ---- |
| 1    | Tau Vitoria          | 11  | 6 | 5 | 1 | 510 | 467 | 43   |
| 2    | Fenerbahçe Ülkerspor | 9   | 6 | 3 | 3 | 493 | 488 | 5    |
| 3    | Aris Salonique       | 8   | 6 | 2 | 4 | 506 | 507 | -1   |
| 4    | Lietuvos Rytas       | 8   | 6 | 2 | 4 | 448 | 495 | -47  |

| 14/02/2008       | Aris Salonique       | 88  | 96 | Fenerbahçe Ülkerspor |
| 13/02/2008       | Lietuvos Rytas       | 81  | 84 | Tau Vitoria          |
| 20/02/2008 19:15 | Lietuvos Rytas       | 89  | 74 | Aris Salonique       |
| 20/02/2008 20:30 | Tau Vitoria          | 103 | 84 | Fenerbahçe Ülkerspor |
| 28/02/2008 19:00 | Fenerbahçe Ülkerspor | 95  | 91 | Lietuvos Rytas       |
| 28/02/2008 20:45 | Aris Salonique       | 69  | 87 | Tau Vitoria          |
| 05/03/2008 19:15 | Fenerbahçe Ülkerspor | 59  | 60 | Aris Salonique       |
| 05/03/2008 20:30 | Tau Vitoria          | 87  | 84 | Lietuvos Rytas       |
| 12/03/2008 19:15 | Lietuvos Rytas       | 87' | 84 | Fenerbahçe Ülkerspor |
| 12/03/2008 20:30 | Tau Vitoria          | 90  | 74 | Aris Salonique       |
| 19/03/2008 20:30 | Fenerbahçe Ülkerspor | 75  | 59 | Tau Vitoria          |
| 19/03/2008 20:30 | Aris Salonique       | 83  | 74 | Lietuvos Rytas       |

### Groupe F
| Rang | Équipe              | Pts | J | V | D | Bp  | Bc    | Diff |
| ---- | ------------------- | --- | - | - | - | --- | ----- | ---- |
| 1    | Maccabi Tel-Aviv    | 10  | 6 | 4 | 2 | 516 | 496   | 20   |
| 2    | Olympiakós Le Pirée | 10  | 6 | 4 | 2 | 443 | 436   | 7    |
| 3    | Real Madrid         | 9   | 6 | 3 | 3 | 489 | 493   | -4   |
| 4    | Žalgiris Kaunas     | 7   | 6 | 1 | 5 | 457 | 480 - | 23   |

| 14/02/2008       | Olympiakós Le Pirée | 67     | 75       | Maccabi Tel-Aviv    |
| 14/02/2008       | Real Madrid         | 88     | 85       | Žalgiris Kaunas     |
| 21/02/2008 19:15 | Žalgiris Kaunas     | 101    | 82       | Maccabi Tel-Aviv    |
| 21/02/2008 20:45 | Real Madrid         | 80     | 70       | Olympiakós Le Pirée |
| 27/02/2008 19:45 | Olympiakós Le Pirée | 86 a.p | 84       | Žalgiris Kaunas     |
| 28/02/2008 19:50 | Maccabi Tel-Aviv    | 94     | 75       | Real Madrid         |
| 06/03/2008 19:15 | Žalgiris Kaunas     | 69     | 83       | Real Madrid         |
| 06/03/2008 19:50 | Maccabi Tel-Aviv    | 82     | 87       | Olympiakós Le Pirée |
| 13/03/2008 19:15 | Žalgiris Kaunas     | 52     | 61       | Olympiakós Le Pirée |
| 13/03/2008 20:45 | Real Madrid         | 100    | 103 (ap) | Maccabi Tel-Aviv    |
| 20/03/2008 00:00 | Olympiakós Le Pirée | 72     | 63       | Real Madrid         |
| 20/03/2008 00:00 | Maccabi Tel-Aviv    | 80     | 60       | Žalgiris Kaunas     |

### Groupe G
| Rang | Équipe         | Pts | J | V | D | Bp  | Bc  | Diff |
| ---- | -------------- | --- | - | - | - | --- | --- | ---- |
| 1    | CSKA Moscou    | 10  | 6 | 4 | 2 | 448 | 386 | 62   |
| 2    | FC Barcelone   | 9   | 6 | 3 | 3 | 393 | 383 | 10   |
| 3    | Unicaja Malaga | 9   | 6 | 3 | 3 | 412 | 418 | -6   |
| 4    | Virtus Roma    | 8   | 6 | 2 | 4 | 383 | 449 | -66  |

| 14/02/2008       | FC Barcelone   | 64 | 62 | Unicaja Malaga |
| 13/02/2008       | CSKA Moscou    | 72 | 71 | Virtus Roma    |
| 20/02/2008 18:15 | CSKA Moscou    | 72 | 55 | FC Barcelone   |
| 21/02/2008 20:30 | Virtus Roma    | 75 | 67 | Unicaja Malaga |
| 27/02/2008 20:45 | Unicaja Malaga | 72 | 67 | CSKA Moscou    |
| 28/02/2008 20:45 | FC Barcelone   | 86 | 57 | Virtus Roma    |
| 05/03/2008 20:45 | Unicaja Malaga | 62 | 61 | FC Barcelone   |
| 06/03/2008 20:30 | Virtus Roma    | 54 | 82 | CSKA Moscou    |
| 12/03/2008 18:15 | CSKA Moscou    | 93 | 70 | Unicaja Malaga |
| 12/03/2008 20:30 | Virtus Roma    | 68 | 63 | FC Barcelone   |
| 20/03/2008 20:30 | Unicaja Malaga | 79 | 58 | Virtus Roma    |
| 20/03/2008 20:30 | FC Barcelone   | 64 | 62 | CSKA Moscou    |

## Quarts de finale
Matches aller le 1er avril, retour le 3 avril et belles éventuelles les 9 ou 10 avril. Les matchs d'appuis se déroulent sur le parquet du club disputant le premier match à domicile.
| Équipe 1           |   | Équipe 2             | Aller | Retour | Match appui |
| ------------------ | - | -------------------- | ----- | ------ | ----------- |
| Montepaschi Sienne | - | Fenerbahçe Ülkerspor | 73-66 | 86-65  |             |
| Tau Vitoria        | - | KK Partizan Belgrade | 74-66 | 55-76  | 85-68       |
| Maccabi Tel-Aviv   | - | FC Barcelone         | 81-75 | 74-83  | 88-75       |
| CSKA Moscou        | - | Olympiakós Le Pirée  | 74-76 | 83-73  | 81-56       |

## Final Four
La Fiba Europe a décidé de célébrer, dans le cadre du Final Four de Madrid, le cinquantenaire de la création de la Coupe des clubs champions. Les cinquante meilleurs contributeurs de l'histoire du basket-ball européen, élus par un comité de spécialiste présidé par Borislav Stanković, seront honorés à cette occasion.
Ces cinquante contributeurs se décomposent en 35 joueurs :
Fragiskos Alvertis •
Sergei Belov •
Miki Berkovich •
Dejan Bodiroga •
Wayne Brabender •
Juan Antonio Corbalan •
Krešimir Ćosić •
Mike D'Antoni •
Dražen Dalipagić •
Predrag Danilović •
Mirza Delibašić •
Vlade Divac •
Aleksandar Đorđević •
Nikos Galis •
Manu Ginóbili •
Saras Jasikevičius •
Radivoj Korać •
Toni Kukoč •
Clifford Luyk •
Pierluigi Marzorati •
Bob McAdoo •
Dino Meneghin •
Bob Morse •
Aldo Ossola •
Theo Papaloukas •
Anthony Parker •
Dražen Petrović •
Dino Rađa •
Manolo Raga •
Antonello Riva •
Emiliano Rodríguez •
Arvydas Sabonis •
J.A. San Epifanio •
Walter Szczerbiak •
Panagiotis Yannakis
Dix entraîneurs ont été désignés:
Pedro Ferrándiz •
Pini Gershon •
Aleksandr Gomelsky •
Dušan Ivković •
Božidar Maljković •
Ettore Messina •
Aca Nikolić •
Željko Obradović •
Dan Peterson •
Lolo Sainz
Les cinq derniers contributeurs sont des arbitres :
Artenik Aradabjian •
Mikhail Davidov •
Lubomir Kotleba •
Yvan Mainini •
Kóstas Rígas
|  | Demi-finales       | Demi-finales   |                  |    | Finale | Finale |
|  | Demi-finales       | Demi-finales   |                  |    | Finale | Finale |
|  |                    |                |                  |    |        |        |
|  | 2 mai, 18 h 00     | 2 mai, 18 h 00 |                  |    | 4 mai  | 4 mai  |
|  | 2 mai, 18 h 00     | 2 mai, 18 h 00 |                  |    | 4 mai  | 4 mai  |
|  | Montepaschi Sienne | 85             |                  |    | 4 mai  | 4 mai  |
|  | Montepaschi Sienne | 85             |                  |    | 4 mai  | 4 mai  |
|  | Maccabi Tel-Aviv   | 92             |                  |    | 4 mai  | 4 mai  |
|  | Maccabi Tel-Aviv   | 92             | Maccabi Tel-Aviv | 77 |        |        |
|  | 2 mai, 21 h 00     |                | Maccabi Tel-Aviv | 77 |        |        |
|  |                    | CSKA Moscou    | 91               |    |        |        |
|  | Tau Vitoria        | CSKA Moscou    | 91               | 79 |        |        |
|  | Tau Vitoria        |                |                  | 79 |        |        |
|  | CSKA Moscou        | 83             |                  |    |        |        |
|  | CSKA Moscou        | 83             | 3e place         |    |        |        |
|  |                    |                |                  |    |        |        |
|  | 4 mai              |                |                  |    |        |        |
|  |                    |                |                  |    |        |        |
|  | Montepaschi Sienne | 97             |                  |    |        |        |
|  | Montepaschi Sienne | 97             |                  |    |        |        |
|  | Tau Vitoria        | 93             |                  |    |        |        |
|  | Tau Vitoria        | 93             |                  |    |        |        |

## Équipe victorieuse
Joueurs : 
- No 4 Theodoros Papaloukas ( Grèce)
- No 6 Níkos Zísis ( Grèce)
- No 7 Anatoly Kashirov ( Russie)
- No 8 Matjaž Smodiš ( Slovénie)
- No 9 Ramūnas Šiškauskas ( Lituanie)
- No 10 Jon Robert Holden ( Russie)
- No 11 Zakhar Pachoutine ( Russie)
- No 13 David Andersen ( Australie)
- No 14 Alekseï Savrassenko ( Russie)
- No 15 Artem Zabelin ( Russie)
- No 20 Andreï Vorontsevitch ( Russie)
- No 21 Trajan Langdon ( États-Unis)
- No 22 Marcus Goree ( États-Unis)
- No 23 Alexeï Chved ( Russie)
- No 24 Thomas van den Spiegel ( Belgique)
- No 31 Viktor Khryapa ( Russie)

Entraîneur :  Ettore Messina ( Italie)

## Meilleurs joueurs de la saison
| Catégorie                  | Joueur         | Équipe             | Statistiques |
| -------------------------- | -------------- | ------------------ | ------------ |
| Points par match           | Marc Salyers   | Roanne             | 21,78        |
| Rebonds par match          | Travis Watson  | Armani Jeans Milan | 9,71         |
| Passes décisives par match | DeJuan Collins | Žalgiris Kaunas    | 5,35         |

## Récompenses et performances
- MVP de la saison régulière  Ramūnas Šiškauskas (CSKA Moscou)
- MVP du Final Four :  Trajan Langdon (CSKA Moscou)
- Meilleur défenseur :  Dimítris Diamantídis (Panathinaïkos)
- Meilleur espoir (Rising Star) :  Danilo Gallinari (Olimpia Milan)
- Meilleur entraîneur :  Ettore Messina (CSKA Moscou)
- Trophée Alphonso Ford de meilleur marqueur :  Marc Salyers (Roanne)
- Dirigeant de l'année (Club Executive of the Year) :  Ferdinando Minucci (Montepaschi Sienne)
- Équipe type de la compétition :

| - All-Euroleague First Team : Terrell McIntyre (Montepaschi Sienne) Trajan Langdon (CSKA Moscou) Ramūnas Šiškauskas (CSKA Moscou) Terence Morris (Maccabi Tel-Aviv) Tiago Splitter (FC Barcelone) | - All-Euroleague Second Team : Theodoros Papaloukas (CSKA Moscou) Yotam Halperin (Maccabi Tel-Aviv) Bootsy Thornton (Montepaschi Sienne) Nikola Peković (KK Partizan Belgrade) Kšyštof Lavrinovič (Montepaschi Sienne) |

- MVP du mois :
  - Novembre :  Arvydas Macijauskas (Olympiakós)
  - Décembre :  Marcus Brown (Žalgiris Kaunas)
  - Janvier :  Terence Morris (Maccabi Tel-Aviv)
  - Février :  Bootsy Thornton (Montepaschi Sienne)
  - Mars :  Milt Palacio (KK Partizan Belgrade)
  - Avril :  Ramūnas Šiškauskas (CSKA Moscou)

Le meneur grec du Panathinaïkos Athènes, Dimítris Diamantídis, remporte son quatrième titre consécutif de meilleur défenseur de l'Euroligue .
L'Américain de la Chorale Roanne Basket Marc Salyers, devient le premier joueur à remporter le trophée Alphonso Ford, récompensant le meilleur marqueur de l'Euroligue, bien que n'ayant disputé que le premier tour.

## Sources et références
1. ↑  (en) 2007-08 Euroleague Draw levels and procedure
2. ↑  (en) Euroleague.net
3. ↑  Présentation de l'Euroligue, Basketnews n°365
4. ↑  Montepaschi Siena 85 - 92 Maccabi Elite Tel Aviv, sur le site de l'euroleague
5. ↑  Tau Ceramica 79 - 83 CSKA Moscow, sur le site de l'euroleague
6. ↑  Maccabi Elite Tel Aviv 77 - 91 CSKA Moscow, sur le site de l'euroleague
7. ↑  (en) Experts decide European Club Basketball's 50 greatest contributors, sur le site euroleague.net
8. ↑  (en) Best Defender Trophy winner: Dimitris Diamantidis, Panathinaikos
9. ↑  (en) Alphonso Ford Top Scorer Trophy: Marc Salyers, Roanne